# 포르모자 (브라질)

포르모자의 위치

포르모자(포르투갈어: Formosa)는 브라질 고이아스주의 도시로 면적은 5,806.89km2, 높이는 916m, 인구는 100,084명(2010년 기준), 인구 밀도는 17.23명/km2이다. 도시가 설립된 시기는 1843년 8월 1일이다. 폭포와 자연미로 유명한 도시이며 축산업과 곡물 생산이 주를 이룬다.